# إلياهو أميل
إلياهو أميل (13 يونيو 1925 – 2009) هو لاعب كرة سلة إسرائيلي. شارك في بطولة الرجال في دورة الالعاب الاولمبية الصيفية 1952 .